# دریاچه بائونت
دریاچه بائونت (انگلیسی: Baunt) یک دریاچه در استان بوریاتیای کشور روسیه است.